# Mount Willis
Mount Willis är ett berg i Antarktis. Det ligger i Östantarktis. Australien gör anspråk på området. Toppen på Mount Willis är 2 134 meter över havet, eller 23 meter över den omgivande terrängen. Bredden vid basen är 0,43 km.
Terrängen runt Mount Willis är kuperad söderut, men norrut är den bergig. Trakten är obefolkad. Det finns inga samhällen i närheten.